# Farmington (Waszyngton)
Farmington – miasto w Stanach Zjednoczonych, w stanie Waszyngton, w hrabstwie Whitman.